# I, Tonya
I, Tonya (engl. für „Ich, Tonya“) ist eine Filmbiografie über die ehemalige Eiskunstläuferin Tonya Harding von Craig Gillespie mit Margot Robbie in der Titelrolle. Der Spielfilm feierte im Rahmen des Toronto International Film Festivals im September 2017 seine Premiere.
Im Rahmen der Golden Globe Awards 2018 und der Oscarverleihung 2018 wurde Allison Janney jeweils als beste Nebendarstellerin für ihre Rolle als Hardings Mutter ausgezeichnet. Margot Robbie erhielt eine Oscar-Nominierung als Beste Hauptdarstellerin, während Tatiana S. Riegel für den Besten Schnitt nominiert war.

## Handlung
Der Film gibt zu Beginn an, auf „einander widersprechenden“, aber „wahren“ Interviews mit der ehemaligen Eiskunstläuferin Tonya Harding und ihrem Ex-Mann Jeff Gillooly zu basieren, was klarstellt, dass diese im Folgenden unzuverlässige Erzähler sind. Den Rahmen des Films bilden Interviews mit den Figuren im Stil einer Mockumentary, die in der Gegenwart angesiedelt sind. Wiederholt wird im Lauf des Films die vierte Wand durchbrochen.
In Rückblenden erzählt Tonya von ihrer kettenrauchenden und ständig alkoholisierten Mutter LaVona Golden, die permanent mit ihr stritt und sogar einmal ein Messer nach ihr warf, das in ihrem Arm stecken blieb. Mit ihrem ersten Freund und späteren Mann Jeff Gillooly kommt es regelmäßig zu körperlichen Auseinandersetzungen, und nachdem sie sich von ihm trennt, schießt dieser sogar auf sie.
Tonyas Ehemann, Jeff Gillooly, beauftragt und bezahlt einen Attentäter für die Einschüchterung der Konkurrentin Nancy Kerrigan. Dieser verletzt Kerrigan mit einer Eisenstange am Knie, die infolgedessen den Wettbewerb nicht fortsetzen kann. Tonya gewinnt zwar die US-amerikanischen Meisterschaften 1994, der Titel wird ihr jedoch wieder aberkannt, nachdem ihre Verbindungen zum Attentat bekannt werden. Die Ermittlungen werden erst nach den Olympischen Winterspielen 1994 beendet, sodass Tonya Harding gegen den Widerstand des US-amerikanischen NOK ihre Teilnahme an den Olympischen Spielen 1994 gerichtlich durchsetzen kann. Sie erhält drei Jahre Freiheitsentzug auf Bewährung, muss 500 Stunden gemeinnützige Arbeit leisten und eine Geldstrafe von 160.000 Dollar zahlen. Tonya wird außerdem für alle Eiskunstlaufmeisterschaften lebenslang gesperrt.

## Biografischer Hintergrund
Nach dem „Eisenstangen-Anschlag“ auf ihre Erzrivalin Nancy Kerrigan im Vorfeld der Olympischen Winterspiele 1994 war Tonya Harding in Ungnade gefallen. Zwar war Kerrigan bei der Attacke durch einen von Hardings Ex-Mann und ihrem Bodyguard angeheuerten Angreifer verwundet worden, dennoch konnte sie an dem nachfolgenden Wettbewerb teilnehmen. Harding, deren Ruf und Karriere nach dem Vorfall dahin waren, beteuerte viele Jahre lang, nichts von den Plänen gewusst zu haben. Erst nach Erscheinen des Films räumte sie im Januar 2018 in einem Interview ein, dass sie von den Plänen etwas mitbekommen hatte: „Das muss so ein, zwei Monate vorher gewesen sein. Ich wusste, dass da etwas lief. Ich habe gehört, wie sie darüber geredet haben.“ Harding wurde wegen Behinderung der Ermittlungen verurteilt und lebenslang von Meisterschaften ausgeschlossen, was einem Berufsverbot gleichkam.

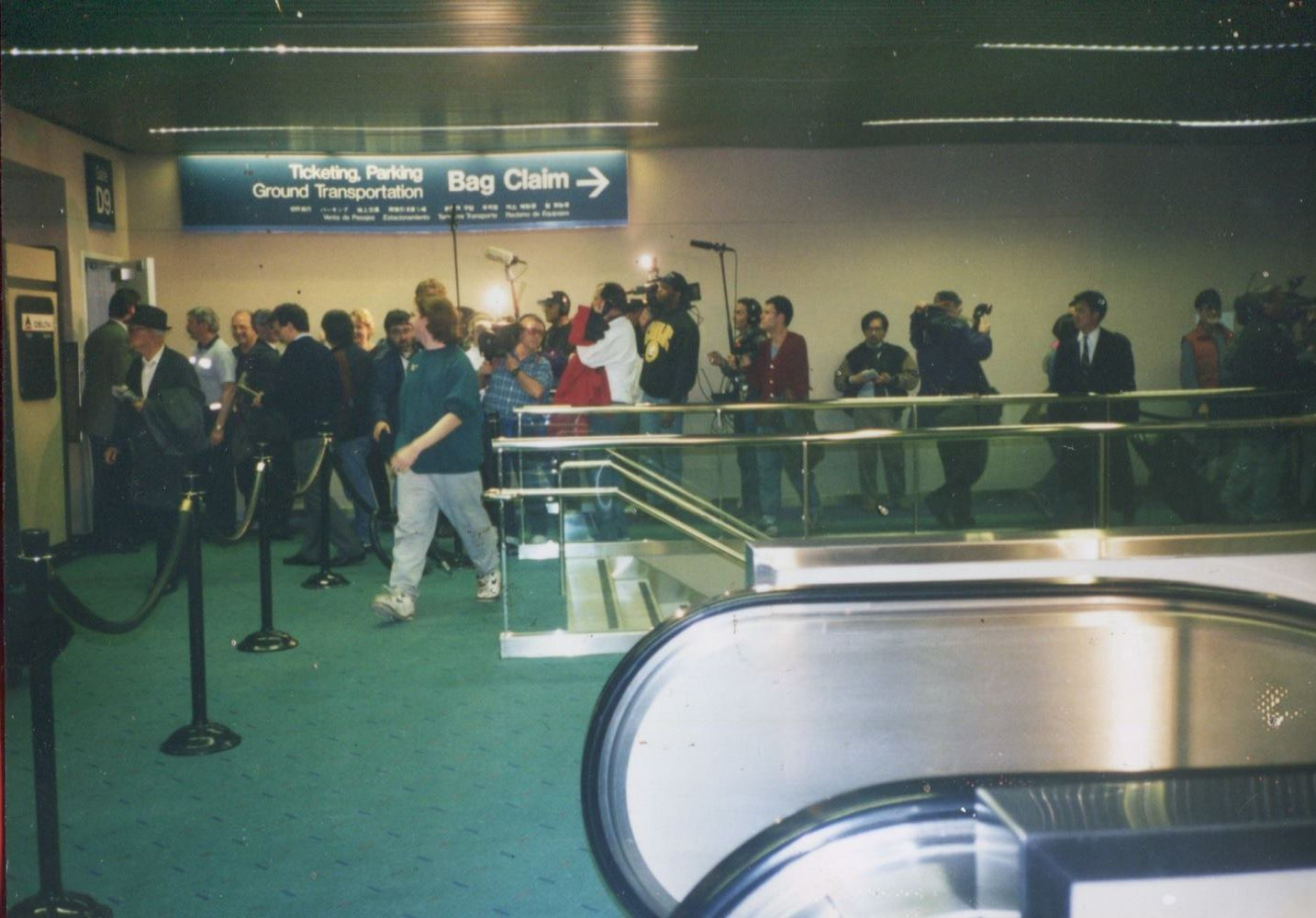
Bei ihrer Rückkehr von den Olympischen Winterspielen wurde Tonya Harding bereits von den Paparazzi erwartet.

Die Bilder der von einer Eisenstange empfindlich am Knie getroffenen und schreienden Kerrigan gingen um die Welt. Während diese eine elegante Läuferin war und als nahezu perfekt prinzessinnenhaft wahrgenommen wurde, war Harding proletarisch und athletischer, wagte die größeren Sprünge, ließ aber zu wünschen übrig, sowohl was Zurückhaltung im Auftreten als auch Geschmack in der Kostümauswahl anbelangte, so Barbara Schweizerhof in der Berliner Morgenpost. Marlen Hobrack erklärt in Zeit Online, anders als die Hexen im Märchen habe die als „Eishexe“ bezeichnete Harding ein dunkler Antiglamour umweht, und sie sei das ultimative Bad Girl gewesen: „Man liebt es, sie zu hassen. Schon wegen dieser schlecht blondierten Achtziger-Frizzfrisur, dazu kräftige Schenkel und ungewöhnlich hässliche Kostüme. So sieht doch keine Heldin für kleine Mädchen aus! Kerrigan dagegen war so sleek wie eine Teflonpfanne.“ Weiter bemerkt Hobrack, die Läuferin sei viel zu wenig glamourös gewesen, als dass sie eine Eisprinzessin verkörpern konnte, zumal ohne eine gesunde, liebevolle Familie in ihrem Rücken.

## Produktion

### Stab, Besetzung und Synchronisation
Regie führte Craig Gillespie, und das Drehbuch schrieb Steven Rogers. Dieses landete im Jahr 2016 auf der Blacklist der besten unverfilmten Ideen Hollywoods. Rogers hatte im Vorfeld Tonya Harding und ihren Ex-Mann Jeff Gillooly interviewt und wurde von deren widersprüchlichen Aussagen inspiriert, weshalb er den Stil einer Mockumentary wählte, bei der sich die Interviewten direkt an den Zuschauer wenden.

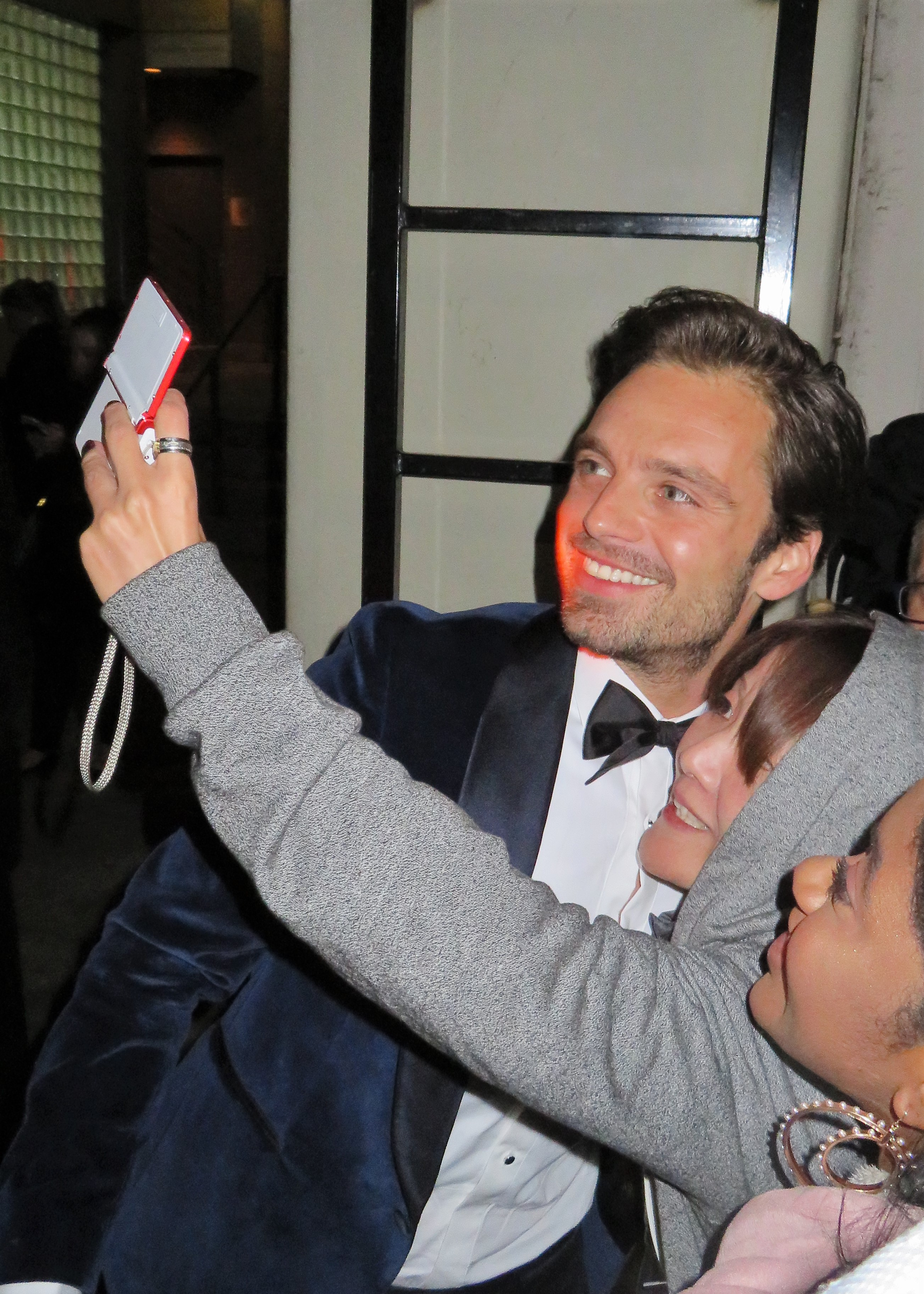
Sebastian Stan bei der Premiere des Films in Toronto

Margot Robbie, die den Film mit ihrem Ehemann Tom Ackerley, dem Drehbuchautor Steven Rogers und Bryan Unkeless zusammen produzierte, übernahm im Film die titelgebende Hauptrolle der Eiskunstläuferin Tonya Harding. Über ihre Erfahrungen mit dem Eiskunstlaufen sagte Robbie, nachdem sie nach Los Angeles gezogen war, hatte sie sich einem Eishockey-Team angeschlossen, obwohl sie gar nicht richtig Schlittschuhlaufen konnte. In jüngeren Jahren wird Harding von Mckenna Grace gespielt. Sebastian Stan übernahm die Rolle ihres Ehemanns Jeff Gillooly, Allison Janney die ihrer Mutter LaVona Golden und Caitlin Carver die Rolle von Nancy Kerrigan.
 Die deutsche Synchronisation entstand nach einem Dialogbuch und der Dialogregie von Heike Kospach im Auftrag der Christa Kistner Synchronproduktion GmbH, Potsdam. Julia Kaufmann leiht in der deutschen Synchronisation Tonya Harding ihre Stimme, Björn Schalla ihrem Mann Jeff und Ulrike Möckel ihrer Mutter LaVona Golden. Matthias Deutelmoser spricht Al und Uwe Büschken Bob Rawlinson. David Letterman wird von Sven Brieger synchronisiert.

### Filmmusik, Dreharbeiten und Filmschnitt
Die Filmmusik wurde von Peter Nashel komponiert. Der Soundtrack zum Film umfasst 16 Musikstücke, enthält unter anderem Songs von Cliff Richard, Laura Branigan und Fleetwood Mac und wurde am 8. Dezember 2017 als Download veröffentlicht und sollte in der darauffolgenden Woche in physischer Form von Milan Records veröffentlicht werden.
Die Dreharbeiten fanden in Atlanta und Macon statt. Als Kameramann fungierte Nicolas Karakatsanis. Die Filmeditorin Tatiana S. Riegel hatte bereits seit zehn Jahren an insgesamt fünf Filmen mit dem Regisseur Craig Gillespie zusammengearbeitet. Für ihre Arbeit an I, Tonya wurde Riegel für einen Oscar nominiert.

### Veröffentlichung
Der Film feierte am 8. September 2017 im Rahmen des Toronto International Film Festivals seine Premiere. Im Oktober und November 2017 wurde der Film im Rahmen des offiziellen Wettbewerbs beim Festa del Cinema di Roma gezeigt. Am 8. Dezember 2017 kam der Film in die US-amerikanischen und am 22. März 2018 in die deutschen Kinos. Am 22. März 2020 wurde der Film in das Programm von Netflix aufgenommen.

## Rezeption

### Altersfreigabe
In den USA erhielt der Film von der MPAA ein R-Rating, was einer Freigabe ab 17 Jahren entspricht. In Deutschland ist der Film FSK 12. In der Freigabebegründung heißt es: „Kindheit und Werdegang Hardings werden in komplexer Vielfalt von Perspektiven und Stilen geschildert, sodass ein ambivalentes Bild der Protagonistin entsteht. Dabei schneidet der Film Themen wie Identitätsfindung und Gewalt, den Druck im Leistungssport und die Dynamik medialer Berichterstattung an. Zwar können die hohe emotionale Intensität einiger Szenen und einzelne Darstellungen von Gewalt, teils auch verknüpft mit Sexualität, Kinder unter 12 Jahren überfordern. Da diese Szenen aber zurückhaltend inszeniert sind, sind bereits 12-Jährige in der Lage, sie in den Kontext einzuordnen und zu verarbeiten. Zudem erleichtern ironische Brechungen die emotionale Distanzierung. Da auch Gewalt nie als nachahmenswert dargestellt wird, ist für diese Altersgruppe weder eine Übererregung noch eine desorientierende Wirkung zu befürchten.“

### Kritiken und Einspielergebnis

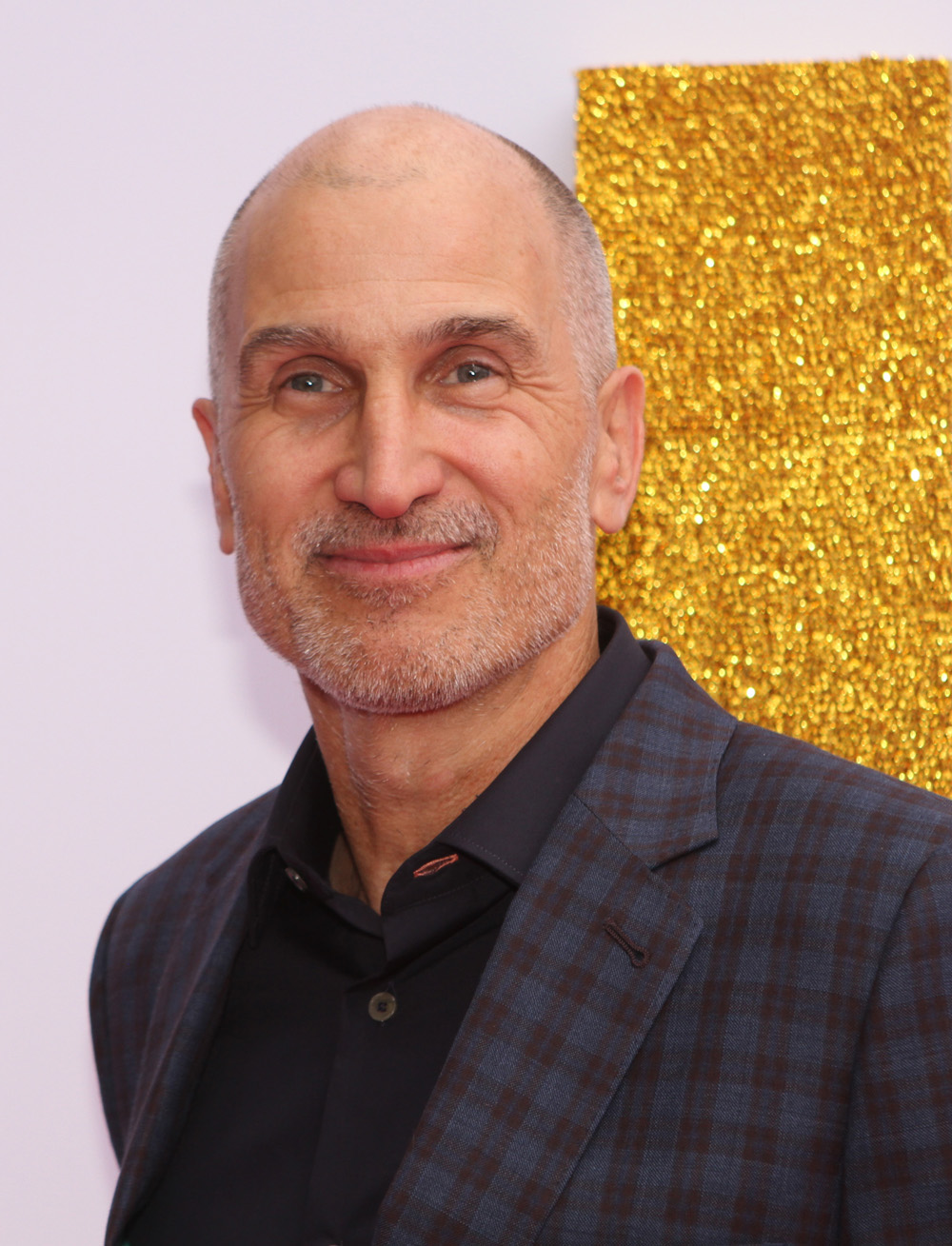
Regisseur Craig Gillespie bei der Premiere des Films in Sydney

Der Film konnte bislang 90 Prozent der Kritiker bei Rotten Tomatoes überzeugen. Von Seiten der Kritiker waren Stimmen laut geworden, die es als zynisch empfanden, dass sich I, Tonya die Täterin als Hauptfigur auserkoren hatte und nicht etwa das Opfer.
Owen Gleiberman von Variety sagt, einer der brisantesten Momente des Films sei der, als Tonya Harding während eines Interviews gesteht, dass sie als Kind und später auch von ihrem Ehemann missbraucht wurde, schließlich aber den ultimativen Missbrauch erlebt habe, der von uns allen ausgeht. Im Film kehre Harding jedoch als das zurück, was sie immer war, so Gleiberman, nämlich als eine große Schlittschuhläuferin und ein Mensch mit einem Traum.
Nina Jerzy von der Neuen Zürcher Zeitung beschreibt I, Tonya mehr als schwarze Komödie denn als beklemmendes Drama, da Gillespie und die Filmeditorin Tatiana S. Riegel die Gewalt mit eingebauter humoristischer Katharsis inszenieren. Insbesondere Männer seien hier Witzfiguren und fast zu dumm, um echten Schaden anrichten zu können, so Jerzy weiter. Wie sehr sich die Macher in die vermeintliche Skurrilität gerade der Nebenfiguren verliebt haben, werde besonders bei Tonyas Mutter LaVona Golden deutlich, so Jerzy: „Sie könnte direkt einem Wes-Anderson-Film entstiegen sein. Janney gibt die Figur im räudigen Pelzmantel mit Sauerstoffschlauch in der Nase und Sittich auf der Schulter als eine Art Blofeld der weißen Unterschicht.“ Der Film sei witzig, bissig und mit Robbie und Janney hervorragend besetzt, doch gebe Gillespie Harding zu oft für einen Lacher preis und verliere die Figur vor allem in der zweiten Hälfte aus dem Blick, so Jerzy.
Hans Jürg Zinsli vom Tages-Anzeiger meint, als Zuschauer gerate man plötzlich in den Zwiespalt, wie man diese Figur bewerten soll: „Ist sie tatsächlich die berechnende Eishexe, für die sie alle halten? Ist sie nicht vielmehr eine Kämpferin, die gegen ihr «White Trash»-Umfeld rebelliert?“ Es sei jedoch diese Ambivalenz, die I, Tonya aus der Masse von stromlinienförmigen Biografien heraushebe, so Zinsli weiter, wobei diese Ambivalenz so weit gehe, dass man im Film weder Bildern noch Worten vertrauen dürfe, und der Film bleibe spannend, weil er einige wichtige Fragen auf hinreißende Weise nicht kläre.

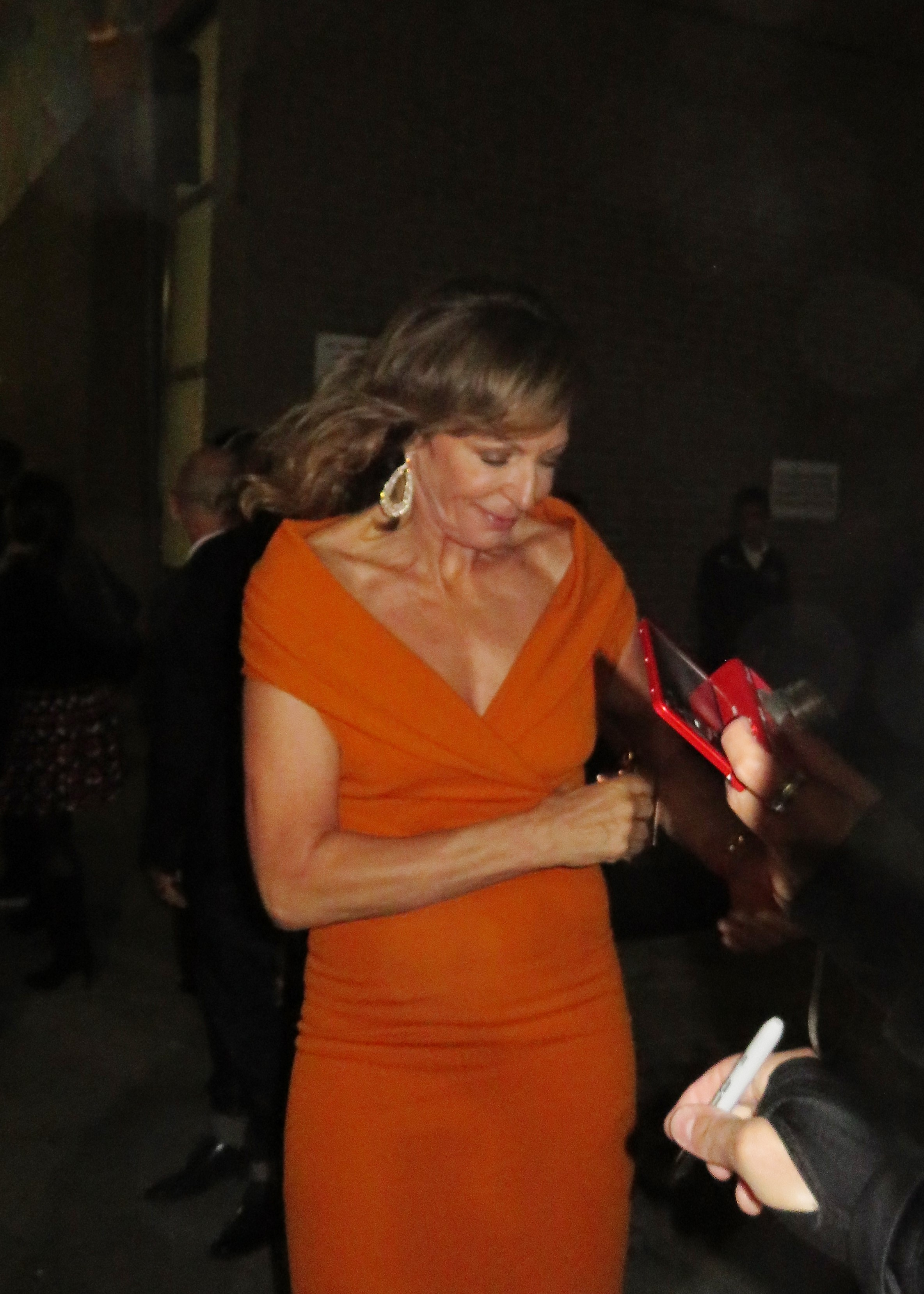
Allison Janney spielt im Film Tonya Hardings Mutter LaVona Golden

Knut Elstermann von MDR Kultur meint, Harding ziehe als Opfer einer tyrannischen Mutter, eines prügelnden Ehemanns und als verlachte Unterklassen-Eisprinzessin in einer schicken Glitzerwelt automatisch unsere Sympathien auf sich und sie erhalte in dieser sehr unterhaltsamen, filmischen Rettung eine Ehre, die sie nie hatte. Zudem habe Allison Janney für ihre prachtvolle Trash-Figur sehr zurecht einen Oscar erhalten.
Martin Schwickert sagt im General-Anzeiger, Margot Robbie sei fabelhaft in der Titelrolle und die Schauspielerin gebe dieser vermeintlich trivialen Figur der Sportgeschichte ihre proletarische Würde zurück, ohne sie zur tragischen Heldin zu stilisieren. Dennoch blicke der Film nicht aus der Perspektive des Mitleids auf seine Hauptfigur, deren Mitwisserschaft an dem Attentat im Unklaren bleibt. Der Ton der Erzählung bleibe komödiantisch-analytisch, indem sich aus den verschiedenen subjektiven, unzuverlässigen Erzählungen ein Gebilde von äußerst unterhaltsamer Komplexität zusammensetzt, so Schwickert, und trotz der ironischen Herangehensweise verrate der Film seine Figuren nie an billigen Zynismus.
Barbara Schweizerhof erklärt in der Berliner Morgenpost, mit schmerzlicher Genauigkeit und Margot Robbie in Höchstform stelle I, Tonya dar, mit wie viel Missbrauch ein Aufwachsen im White-Trash-Milieu einhergeht: „Tonya wird von ihrer Mutter schon so mit Beschimpfungen und Schlägen getriezt, dass sie die Prügel ihres ersten Ehemanns fast gewohnheitsmäßig hinnimmt. Während die ausagierte Grobheit der Figuren den Zuschauer daran hindert, allzu viel Mitleid mit ihnen zu empfinden, nötigt die Beharrlichkeit, sich in widrigen Umständen zu behaupten, auch viel Respekt ab. So erscheint einem Tonya Harding auch nach dem Film noch als zwiespältig – aber es fällt viel schwerer, sie zu verurteilen.“
Marlen Hobrack erklärt in Zeit Online, aus feministischer Perspektive sei der Film eine harte Nuss, müsse man doch irgendwie solidarisch sein mit Harding, der das Leben ständig Mist auftischt und die ganz klar ein Opfer häuslicher und systemischer Gewalt sei: „So richtig solidarisch möchte man dann aber doch nicht sein mit einer Frau, die zumindest von Plänen wusste, ihre Konkurrentin auszuschalten. Harding taugt nicht als Empfängerin für Solidaritätsadressen. I, Tonya bietet nicht nur ein Narrativ, das fast schon obszön freizügig mit der Frage von Moral und Schuld umgeht, sondern rückt auch ein White-Trash-Mädchen ins Zentrum der Erzählung, die aus dem amerikanischen Traum einen echten Albtraum für alle Beteiligten werden lässt.“
Das Lexikon des internationalen Films schreibt: „Eine virtuos inszenierte Scheindokumentation, der es gelingt, den familiären und gesellschaftlichen Hintergründen nachzuspüren und sie in eine überbordende, oft rüde Farce zu integrieren.“ Und kommt zu dem Schluss: „Ein emotionales Wechselbad für die Zuschauer, aber auch eine Art Biografie des unterprivilegierten Amerikas.“
In den USA, wo der Film ab 8. Dezember 2017 in vier Kinos gezeigt wurde, spielte er am ersten Wochenende 264.155 US-Dollar ein (durchschnittlich 66.039 US-Dollar). Die weltweiten Einnahmen des Films aus Kinovorführungen belaufen sich auf mehr als 45 Millionen US-Dollar.

### Auszeichnungen (Auswahl)
Im Dezember 2017 gab die Academy of Motion Picture Arts and Sciences bekannt, dass sich der Film in der Vorauswahl befindet, aus der die Nominierten in der Kategorie Bestes Make-up und Beste Frisuren der Oscarverleihung 2018 bestimmt wurden. Im Folgenden eine Auswahl von Nominierungen und Auszeichnungen im Rahmen weiterer Filmpreise.
AACTA International Awards 2018

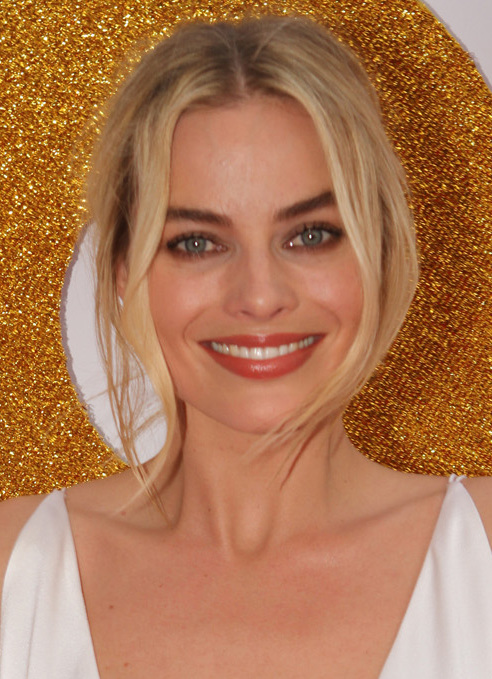
Margot Robbie bei der Premiere des Films in Sydney

- Nominierung für die Beste Regie (Craig Gillespie)
- Auszeichnung als Beste Hauptdarstellerin (Margot Robbie)
- Auszeichnung als Beste Nebendarstellerin (Allison Janney)[28]

British Academy Film Awards 2018
- Nominierung für das Beste Originaldrehbuch (Steven Rogers)
- Nominierung als Beste Hauptdarstellerin (Margot Robbie)
- Auszeichnung als Beste Nebendarstellerin (Allison Janney)
- Nominierung für die Besten Kostüme (Jennifer Johnson)
- Nominierung für das Beste Make-up und die Besten Frisuren (Deborah La Mia Denaver und Adruitha Lee)[29]

Artios Awards 2018
- Nominierung in der Kategorie Studio or Independent – Comedy[30]

Critics’ Choice Movie Awards 2018
- Nominierung als Beste Hauptdarstellerin (Margot Robbie)
- Auszeichnung als Beste Darstellerin in einer Filmkomödie (Margot Robbie)
- Auszeichnung als Beste Nebendarstellerin (Allison Janney)
- Nominierung als Beste Komödie
- Nominierung für das Beste Hair & Make-up[31]

Eddie Awards 2018
- Auszeichnung für den Besten Filmschnitt – Comedy (Tatiana S. Riegel)[32]

Golden Globe Awards 2018
- Nominierung als Bester Film
- Nominierung als Beste Hauptdarstellerin (Margot Robbie)
- Auszeichnung als Beste Nebendarstellerin (Allison Janney)[33]

Gotham Awards 2017
- Nominierung als Bester Film
- Nominierung als Beste Darstellerin (Margot Robbie)
- Nominierung für den Publikumspreis[34][35]

Hollywood Film Awards 2017
- Auszeichnung mit dem Hollywood Supporting Actress Award (Allison Janney)
- Auszeichnung mit dem Hollywood Ensemble Award[36]

Independent Spirit Awards 2018
- Nominierung als Beste Hauptdarstellerin (Margot Robbie)
- Auszeichnung als Beste Nebendarstellerin (Allison Janney)
- Auszeichnung für den Besten Schnitt (Tatiana S. Riegel)[37][38]

Los Angeles Online Film Critics Society Awards 2018
- Nominierung als Bester Film
- Nominierung in der Kategorie Best Comedy / Musical
- Nominierung als Bester Independent-Film
- Nominierung für den Besten Schnitt
- Nominierung als Beste Hauptdarstellerin (Margot Robbie)
- Nominierung als Beste Nebendarstellerin (Allison Janney)[39]

Oscarverleihung 2018
- Nominierung als Beste Hauptdarstellerin (Margot Robbie)
- Auszeichnung als Beste Nebendarstellerin (Allison Janney)
- Nominierung für den Besten Schnitt (Tatiana S. Riegel)

Palm Springs International Film Festival Awards 2018
- Auszeichnung mit dem Spotlight Award (Allison Janney)[40]

Phoenix Film Critics Society Awards 2017
- Nominierung als Bester Film
- Nominierung als Beste Hauptdarstellerin (Margot Robbie)
- Auszeichnung als Beste Nebendarstellerin (Alison Janney)[41]

Producers Guild of America Awards 2018
- Nominierung als Bester Film (Bryan Unkeless, Steven Rogers, Margot Robbie und Tom Ackerley)

Santa Barbara International Film Festival 2018
- Auszeichnung für den Besten Schnitt (Tatiana S. Riegel)[42]

Satellite Awards 2017
- Nominierung als Bester Film
- Nominierung als Beste Filmschauspielerin (Margot Robbie)
- Nominierung als Beste Nebendarstellerin (Allison Janney)[43]

Saturn-Award-Verleihung 2018
- Nominierung als Best Independent Film Release[44]

Screen Actors Guild Awards 2018
- Nominierung als Beste Hauptdarstellerin (Margot Robbie)
- Auszeichnung als Beste Nebendarstellerin (Allison Janney)[45]

Toronto International Film Festival 2017
- Zweitplatzierter in der Wahl zum Publikumspreis (Craig Gillespie)[46]

Writers Guild of America Awards 2018
- Nominierung für das Beste Originaldrehbuch (Steven Rogers)